# Kobalt(II)chloride
Kobalt(II)chloride (CoCl2) is een zout van kobalt en chloor. Het is een blauw, kristallijn poeder en goed oplosbaar in water. Kobalt(II)chloride wordt rood-roze als het oplost in water.

## Samenstelling
De verbinding vormt verschillende hydraten, {\displaystyle {\ce {CoCl2.n H2O}}}, met  1, 2, 6 of 9 watermoleculen. Berichten over de vondst van het tri- en tetrahydraat zijn niet bevestigd. Het dihydraat is paars, het hexahydraat roze gekleurd. In de handel wordt de stof meestal aangeboden als het hexahydraat {\displaystyle {\ce {CoCl2.6H2O}}}; dit is de meest gebruikte kobaltverbinding in laboratoria. Het gehydrateerde zout is roze van kleur, het anhydraat is blauw.

## Toepassing

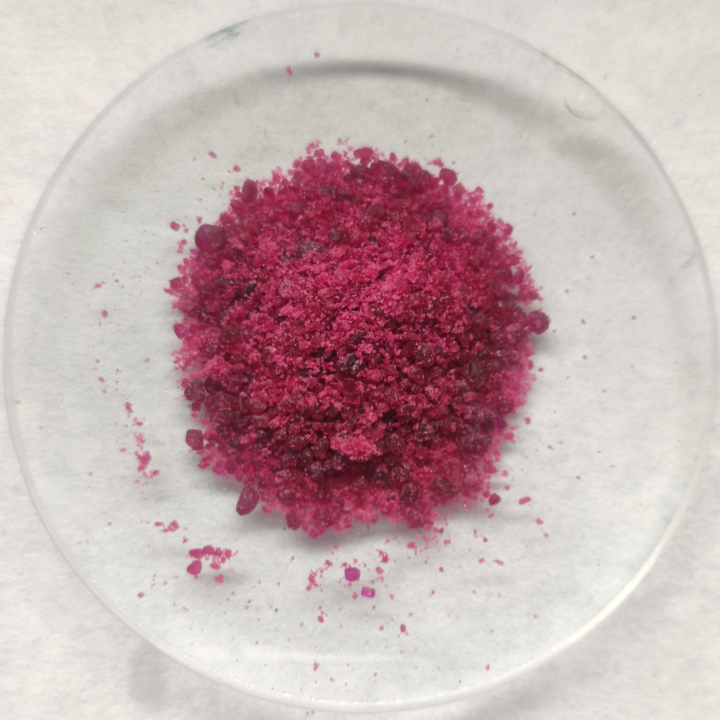
Hexahydraat

Omwille van het duidelijk kleurverschil en het feit dat de hydratatie makkelijk omkeerbaar is, wordt kobalt(II)chloride gebruikt voor de detectie van water. Hiervoor wordt meestal kobaltdichloride(II)papier gebruikt als indicator. Dit papier wordt vooraf gedrenkt in een kobalt(II)chloride-oplossing.